# 久我山稲荷神社
久我山稲荷神社（くがやまいなりじんじゃ）は、東京都杉並区久我山にある神社。登記上の宗教法人名称は稲荷神社（いなりじんじゃ）。

## 由緒
創立年代は明らかではないが、古来より久我山村の鎮守として祀られていた。
『新編武蔵風土記稿』によると別当寺は新義真言宗久盛山弥勒院光明寺（明治時代に廃寺/中野宝仙寺の末寺）であった。明治40年（1907年）4月には字北原にあった天祖神社を合祀した。昭和16年（1941年）には村社になった。
例年7月24日の夏祭りには杉並区では唯一の湯立て神事「湯の花神楽」が奉納される。これはかつてこの地に病気が蔓延した際に平癒を願った村人らの発願によるという。日清戦争の頃に一度中止されたが、その際赤痢が蔓延したので、すぐに再興され欠かさず続けられている。湯立て神事は盟神探湯に由来するとされている。高山茂は《湯立神事を行なう神社が大変少なくなった中で、現在も毎年行なっている久我山稲荷神社の湯の花神楽は貴重な民俗行事である》と評している。
また、金玉均が、同地出身の「小笠原の砂糖王」こと飯田作右衛門の親を想う心に打たれて書いた手跡を刻んだ「人心同」の石碑が建立されている。碑文を翻刻すると《余至小笠原島与飯田作右衛門君結識君天性至孝間里称之君嘗言我生幼而多病成童以来従事商務無一所出現寄寓于此島然有老父年踰七旬家住東京之武蔵国遠不能晨昏侍陪只切堂雪之私言念鞠育劬労之恩昊天罔極思欲竪一碑於左父所居之地銘載吾不孝之罪以戒示子孫君其為我記之余実感其言遂即席書此以贈　戊子七月上澣　金玉均》となる。
1703年建立の庚申塔は養蚕の円満なることを祈願したものと伝えられている。
約120キログラムの力石も安置されている。これも病気平癒祈願に基づいたものとされる。
石狐は明治28年（1895年）に奉献された。森泰樹は《狐の目や身体に生き生きとした野生感が溢れ、また台座の彫刻も素晴らしく、正に明治の石造芸術品です》と評している。
源義家が大宮八幡宮に鹿島の松苗を奉献し植えた時にそのうち一本をここに分けたという伝説の神木があった。幹回りが直径6メートル余もあったとされるが、昭和15年頃に枯死した。

## 境内社
- 八雲神社（祭神：大己貴命）―上記の湯立て神事は、厳密には稲荷神社ではなくこの八雲神社の祭礼である。
- 天満天神社（祭神：菅原道真）

両社の脇には多数の絵馬が奉納され、信仰を集めていることをうかがわせる。

## アクセス
- 京王井の頭線・久我山駅より徒歩約6分
- 拝観は無料。

## 参考資料
- 下高井戸浜田山八幡神社内久我山稲荷神社サイト
- 杉並区文化財案内標示板
- 『新修杉並区史　資料編』杉並区、1982年
- 森泰樹『杉並風土記　下巻』杉並郷土史会、1989年（著者は杉並郷土史会会長）
- 大谷光男・嗣長芳照『杉並区史跡散歩』学生社、1992年
- 高山茂「久我山稲荷神社の花神楽」（『東京都の民俗芸能』東京都教育委員会、2012年に収載。著者は日本大学教授）

## 兼務社
- 下高井戸浜田山八幡神社 - 本務社
- 上高井戸第六天神社
- 大宮前春日神社
- 西高井戸松庵稲荷神社